# Gór
Gór is een plaats (község) en gemeente in het Hongaarse comitaat Vas. Gór telt 241 inwoners (2001).

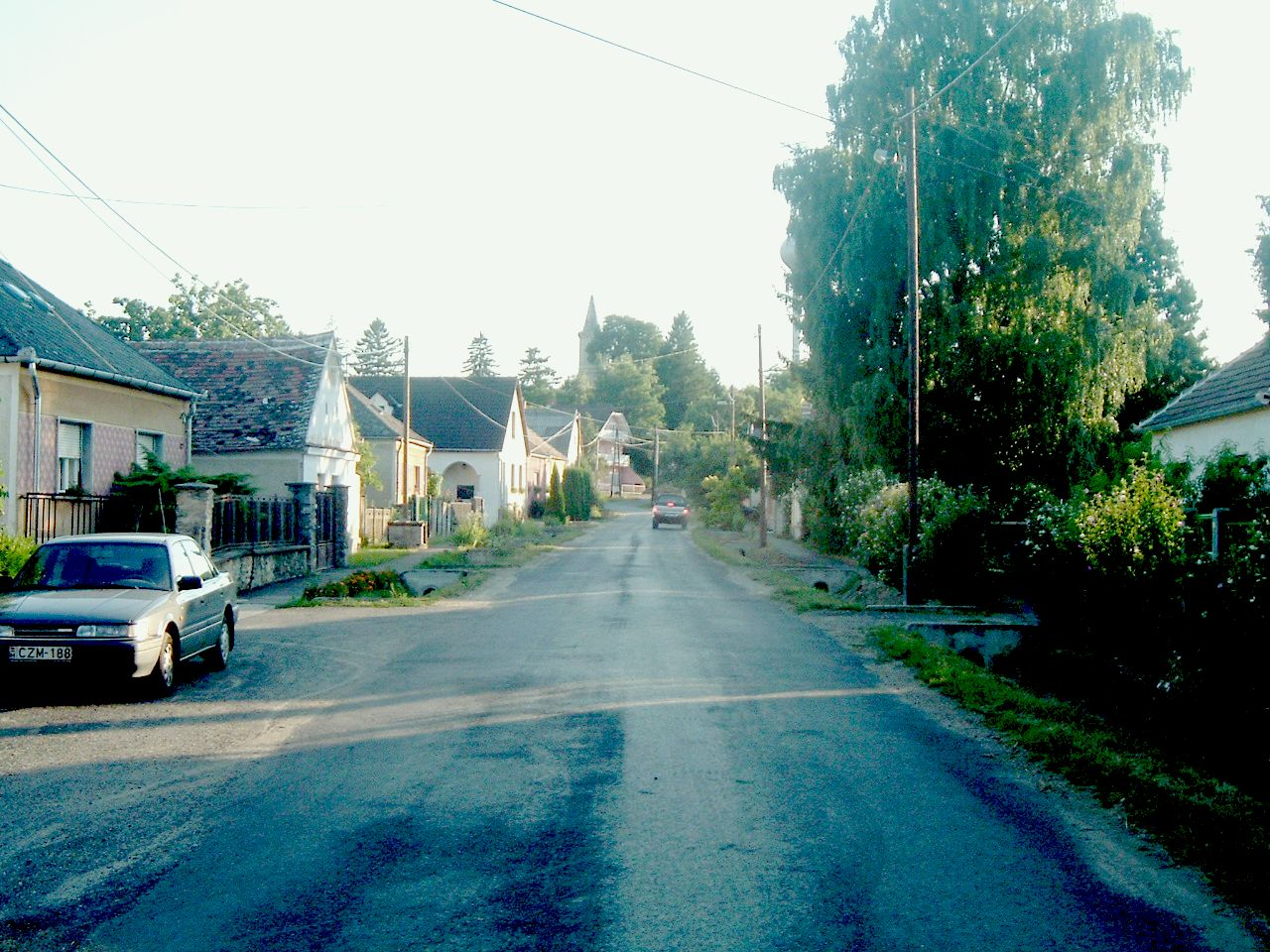
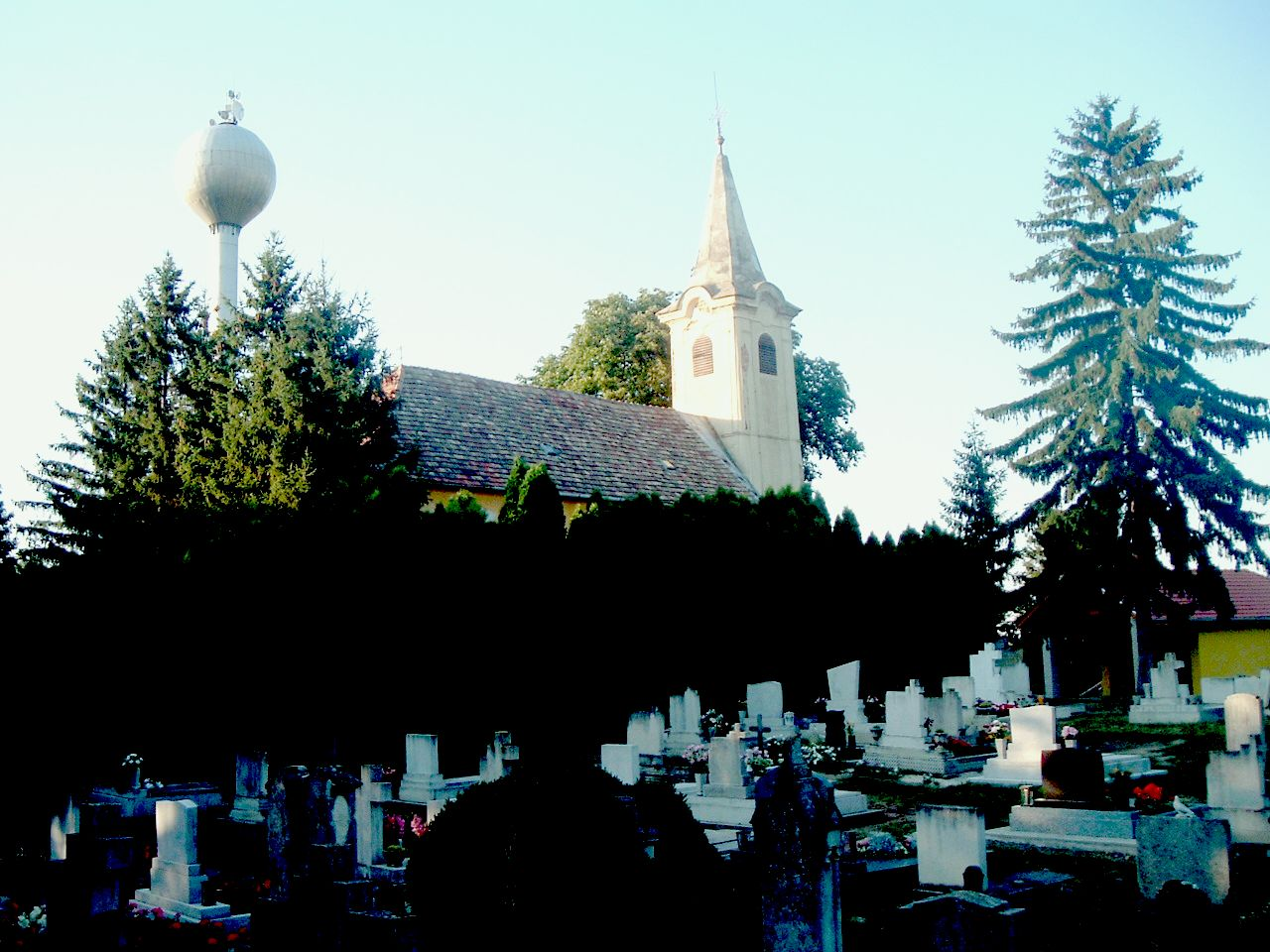